# Tummelfliegen

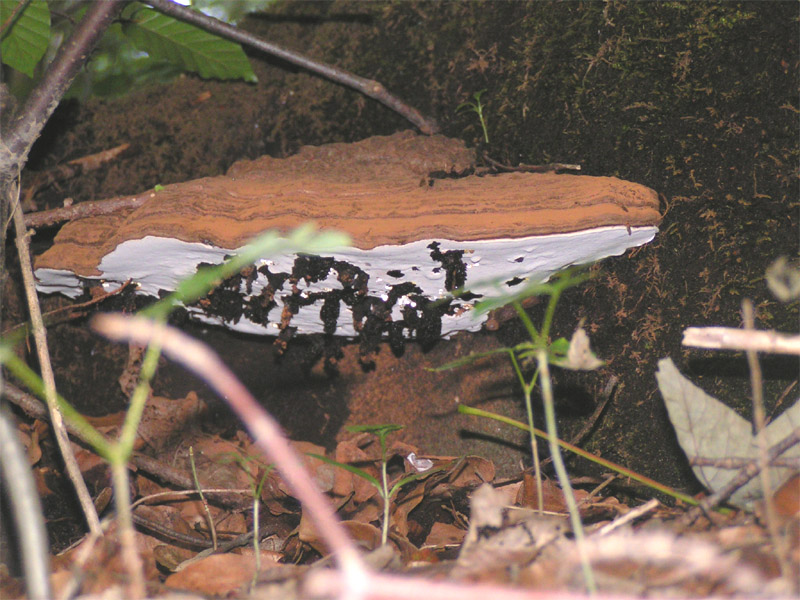
Flacher Lackporling mit Zitzengallen
der Zitzengallenfliege (Agathomyia wankowiczii)

Die Tummelfliegen (Platypezidae), auch bekannt als Pilzfliegen, Plattfüßer oder Sohlenfliegen, sind eine Familie der Zweiflügler (Diptera). Innerhalb dieser werden sie den Fliegen (Brachycera) zugeordnet. Weltweit sind etwa 250 Arten der Tummelfliegen bekannt, davon 23 in Deutschland. Die Fliegen sind meist klein und erreichen Körpergrößen zwischen zwei und drei Millimetern.

## Merkmale
Die Tummelfliegen sind schwarz oder gelb, wobei die Männchen häufig dunkler sind als die Weibchen und größere Komplexaugen haben, die sich zentral berühren. Die Fußglieder (Tarsen) des letzten Beinpaares sind bei vielen Arten verbreitert und die Männchen können bei einigen nordamerikanischen Arten auch Anhangsgebilde daran tragen. Die männlichen Genitalien werden unter den Hinterleib eingeschlagen.

## Lebensweise
Zu finden sind die Fliegen häufig in größeren Ansammlungen auf schattigen Blättern in feuchten Wäldern, wo sie sich entsprechend „tummeln“ und so ihren Namen erhielten. Sie fliegen häufig in Schwärmen auf und ab und lassen dabei auffällig die Beine baumeln. Typisch ist auch ihr Zickzacklauf auf Blättern und auf feuchten Sandböden.

## Larvalentwicklung
Die Larven erreichen eine Körperlänge von vier bis fünf Millimetern und sind häufig asselförmig und in ihrer Färbung gelblich bis lederbraun. Sie besitzen arttypische Anhänge und sind vor allem an Pilzen, besonders an Baumpilzen fressend, zu finden. Man findet sie jedoch auch in verfallendem Totholz, dabei offensichtlich nur bei Laubbäumen. Die Puppen liegen im Boden, wobei häufig Pilzstücke kokonartig vorhanden sind. Vermutlich existieren zwei Generationen im Jahr, wobei die Larven der zweiten Generation überwintern.

## Systematik
Die weltweit etwa 280 Arten der Tummelfliegen werden in etwa 30 Gattungen zugeordnet. Fossil sind diese Fliegen seit dem Jura bekannt, bislang wurden 11 fossile Arten gefunden, die in neun Gattungen eingeordnet werden.
Die bekannteste Art der Tummelfliegen ist die Zitzengallenfliege (Agathomyia wankowiczii), bei der die Larven in zapfenförmigen Zitzengallen an der Unterseite anscheinend ausschließlich des Baumschwammes Ganoderma applanatum leben. Die Larve verlässt die Galle durch ein Loch an der Spitze derselben und verpuppt sich am oder im Boden. Weitere häufige Arten sind die Vertreter der Gattung Platypeza, z. B. Platypeza consobrina.

## Gattungen
Im Folgenden eine Auflistung von Gattungen der Platypezidae:
- Callomyiinae
  - Agathomyia
  - Bertamyia
  - Callomyia
  - Grossoseta
  - Platypezina
- Microsaniinae
  - Microsania
- Platypezinae
  - Bolopus
  - Calotarsa
  - Kesselimyia
  - Lindneromyia
  - Paraplatypeza
  - Platypeza
  - Polyporivora
  - Protoclythia
  - Seri
- incertae setis:
  - Melanderomyia
  - Metaclythia

## Arten (Auswahl)
- Agathomyia wankowiczii
- Platypeza consobrina
- Protoclythia rufa